# Szenatach
Szenatach – wieś w Armenii, w prowincji Sjunik. W 2011 roku liczyła 389 mieszkańców.